# 小行星9567
小行星9567（英語：9567 Surgut）是一颗围绕太阳公转的小行星。1987年10月22日，天文学家柳德米拉·瓦斯列娜·朱然勒娃在纳昂切尼奇发现了此天体。
这颗小行星的绝对星等为33.67523等。